# Военная диктатура в Уругвае
Военно-гражданская диктатура в Уругвае — военно-гражданский режим, установленный в Уругвае 28 июня 1973 года в результате переворота и завершившийся 28 февраля 1985 года. Этот период отмечен запретом политических партий, профсоюзов, гонениями на средства массовой информации, преследованиями, тюремными заключениями и убийствами противников режима.

## Предыстория
В 1954 году в Уругвае начался экономический кризис, который оказал влияние на политические институты. В период 1960-х кризис перерос в партизанскую войну во главе с экстремистскими группировками, среди которых выделялось национально-освободительное движение Тупамарос. Нарастанию конфликтов способствует Национальный конгресс труда и крайне правые «Эскадроны смерти» — Националистическая вооружённая оборона, «Уругвайская молодёжь Pie» во главе с Мигелем Софией Абелейрой и Анхелем Кросой Куэвасом. Вооруженные силы начинают играть всё большую политическую роль и формируют секретную «ложу лейтенантов Артиги». Обстановка предельно обостряется 14 апреля 1972, когда тупамарос убивают трёх офицеров полиции и спецслужб и крайне правого политика Армандо Акосту-и-Лару. В ответ на левых обрушиваются репрессии властей и террор ультраправых. Наконец при поддержке тогдашнего президента Хуана Марии Бордаберри, военные решили совершить переворот.

## Переворот
27 июня 1973 года президент Хуан Мария Бордаберри распустил Палату сенаторов и представителей и создал Государственный Совет с законодательными функциями, административным управлением и намерением «защитить конституционную реформу с целью утверждения республиканско-демократических принципов». Кроме того ограничивалась свобода слова, а вооруженные силы и полиция наделялись дополнительными полномочиями.
В ответ на эти события секретариат Национального собрания рабочих (CNT) начал самую длинную забастовку в истории страны, которая продолжалась 15 дней.

## Двенадцать лет диктатуры
В 1975 году была разработана новая концепция государственной жизни. Всенародное голосование отменялось, организовывался Совет Нации, в который входили бывшие президенты, члены Верховного суда, деятели большой государственной важности и военные.
1 июня 1976 года президент Хуан Мария Бордаберри внёс представления для утверждения Вооружёнными силами. Они предполагали:
- Наличие в дальнейшем военных в управлении республики, установленной через конституционную реформу.
- Осуществление национального суверенитета через референдумы либо через Совет Нации, состоящий из президента и главнокомандующих вооружёнными силами.
- Запрет марксистских идей и групп.
- Ликвидация представительной демократии.
- Избирание президента на срок пять лет Национальным Советом.

Однако военные не захотели отказываться от избирательного права и республиканских традиций и эти предложения были отклонены. В результате Бордаберри был смещён военными, а его пост занял Альберто Демичелли, прослуживший главой страны менее года и заменённый на Апарисио Мендеса.
В 1980 году был проведён референдум с целью изменения Конституции и закрепления действующей модели власти. По его результатам 57 % страны высказались против диктатуры в пользу большей политической открытости.
1 сентября 1981 года президентом стал Грегорио Альварес, сторонник Национальной партии.
В 1984 году на свободных президентских выборах победил Хулио Мария Сангинетти под лозунгом «Никаких исключений для Уругвая».

## Политические заключённые и пропавшие без вести
В уругвайских тюрьмах умерло около ста политических заключенных. Согласно окончательному докладу Комиссии по вопросам мира 172 задержанных пропали без вести.